# Cathédrale de l'Immaculée-Conception de Denver
Pour les articles homonymes, voir Cathédrale de l'Immaculée-Conception.
La cathédrale de l'Immaculée-Conception est l'un des principaux sanctuaires catholiques de la ville de Denver, dans l'État américain du Colorado. Située à l'intersection de Logan street et de Colfax avenue, à quelques centaines de mètres à l'est du Capitole, elle est l'un des monuments emblématiques du quartier de North Capitol Hill.
Église-mère de l'archidiocèse catholique de Denver, elle a été élevée au rang de basilique mineure par le pape Jean-Paul II le 25 décembre 1979.

## Historique
C'est en 1860 qu'est édifiée la première église paroissiale catholique de la ville de Denver, laquelle se situait autrefois à l'intersection de 15th et de Stout street. Consacrée sous le vocable de Sainte-Marie, ce modeste édifice en brique est élevé au rang de cathédrale lors de la création du vicariat apostolique du Colorado en 1868, mais ne tarde cependant pas à se révéler insuffisant aux besoins du culte. En 1890, l'évêque Nicholas C.Matz décide de construire un sanctuaire provisoire sur un terrain bordant Logan street. Cette pro-cathédrale, bien que plus spacieuse, ne règle en rien le problème et les autorités catholiques lancent un appel aux dons afin de pouvoir lancer la construction d'un sanctuaire digne de sa fonction de première église du diocèse.
Plusieurs éminentes personnalités catholiques répondent à cet appel, parmi lesquelles des entrepreneurs et des magnats de la mine, tels Dennis Sheedy, John F. Campion ou John K. Mullen, ce qui permet au diocèse d'acquérir huit parcelles de terrain à la jonction de Logan street et de Colfax avenue, en plein centre-ville de Denver, pour la somme de 28 000 $. L'ancienne cathédrale Sainte-Marie, pourtant en fort pitoyable état, est vendue à un important homme d'affaires, Winfield Scott Stratton, pour la somme de 24 000 $.
La tâche de dessiner les plans de la nouvelle cathédrale est confiée à un architecte originaire de Détroit, Leon Coquard, qui imagine une vaste église néo-gothique s'inspirant de l'architecture française. Après une première bénédiction, les travaux débutent en 1902. Cette première phase de travaux est pourtant interrompue quelques mois plus tard par la révélation d'un scandale financier touchant le recteur de la cathédrale Michael Callahan. À la suite de placements malheureux, ce dernier perd près de 53 000 $ (il parviendra cependant à rembourser 20 000 $ de ses propres deniers) mettant en péril la poursuite du chantier. Il faut toute la persuasion d'un des assistants de l'évêque, le père Hugh Mc Menamin, pour que la confiance des investisseurs revienne, permettant de redémarrer les travaux en 1905. Pour autant, la maladie de l'architecte Leon Coquard contraint le diocèse à confier le chantier à deux architectes originaires de la ville, Aaron Gove et Thomas Walsh, célèbres pour avoir dessiné les plans de la Gare de l'Union de Denver. Dès lors, les travaux se poursuivent sans interruption - mais dans la crainte constante de manquer de fonds - jusqu'en 1911, date de l'achèvement des flèches.
Quelques mois plus tard pourtant, la flèche occidentale est frappée par la foudre lors d'un violent orage, causant quelques dégâts à la structure à peine achevée. Le 27 octobre 1912, tandis que le gros-œuvre est achevé, a lieu la première messe solennelle dans le sanctuaire. Il faut attendre encore quelques années pour que le chantier s'achève définitivement et que la cathédrale, qui aura coûté près de 500 000 $, puisse être consacrée en présence de plusieurs dizaines d'ecclésiastiques et d'une importante foule de fidèles.
Le 25 décembre 1979 voit l'élévation de la cathédrale au rang de basilique mineure par un bref apostolique du pape Jean-Paul II. Les 13 et 14 août 1993, ce dernier visite le sanctuaire et y célèbre la messe à l'occasion des VIIIe journées mondiales de la jeunesse.
La flèche orientale est touchée par la foudre à son tour en 1997. Après plusieurs mois de réparations, elle est bénie le 23 juin 1998.

## Architecture

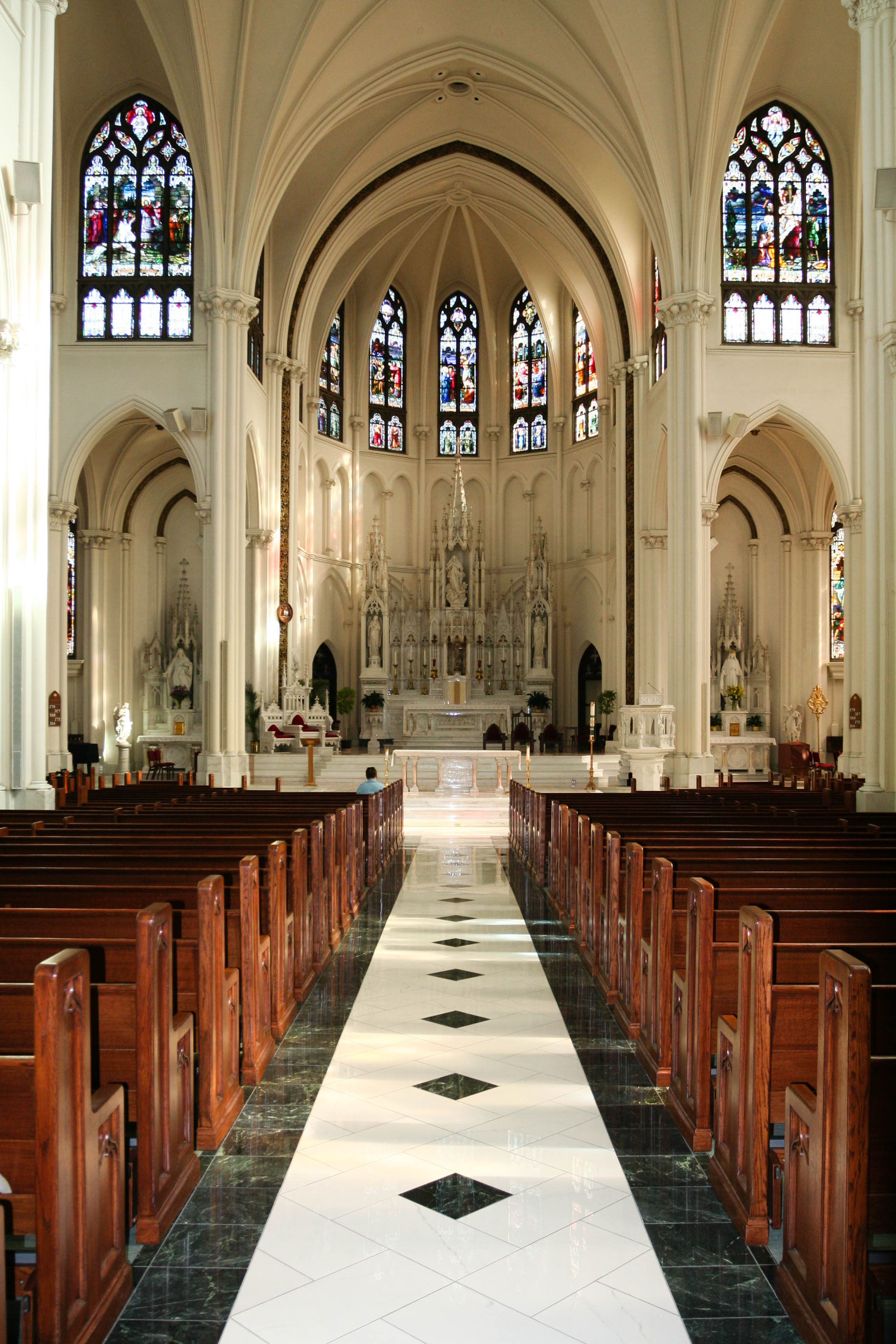
La nef.

Dessinée par l'architecte Leon Coquard (mais poursuivie ultérieurement par les architectes Aaron Gove et Thomas Walsh), la cathédrale est caractéristique de l'architecture gothique flamboyante. Elle s'inspire librement de la collégiale Saint-Nicolas de Munster d'où était originaire l'évêque Nicholas C. Matz, commanditaire de l'édifice. Basée sur un plan en forme de croix latine, elle peut accueillir près de 1000 personnes (800 places assises). Ses fondations sont entièrement en granite de Gunisson, tout comme le Capitole tout proche. Le reste de l'édifice est en pierre calcaire de l'Indiana.
La nef est divisée en quatre travées couvertes de croisées d'ogives quadripartites s'élevant à 21 mètres du sol. De part et d'autre du vaisseau principal, de grandes arcades ogivales séparées par des faisceaux de colonnes ouvrent sur des collatéraux, également couverts de croisées d'ogives. Le transept, long de 35 mètres, est couvert de voûtes ogivales barlongues, hormis au niveau de la croisée. Le chœur est formé d'une travée droite flanquée de deux chapelles latérales et d'un rond-point à sept pans s'élevant sur trois niveaux divisés comme suit : au niveau inférieur, une série d'arcades ogivales aveugles, surmontées d'arcades géminées en berceau brisé et de larges baies à deux lancettes.
Le sanctuaire est réputé pour la qualité de ses vitraux, réalisés par le maître-verrier munichois F.X. Zettler du Royal Bavarian Art Institute. Posés en 1912, leur coût a avoisiné 34 000 $ de l'époque. Parmi les thèmes développés figurent principalement des scènes tirées du Nouveau Testament : notons ainsi l'épisode des noces de Cana (Jean 2:1-11), Jésus bénissant des enfants (Matthieu 19:13-15) ou encore Jésus calmant les flots déchaînés (Marc 4:35-41), qui ornent les baies de la nef. L'iconographie mariale caractérise les verrières du transept : ainsi du croisillon ouest, entièrement dédié à l'Immaculée Conception, ou du croisillon est, où est représentée le couronnement de Marie, reine des Cieux et de la Terre. Les vitraux du chœur prennent pour thème la passion du Christ (la Crucifixion, la Cène notamment), tandis qu'à l'opposé, au revers de la façade (derrière les grandes-orgues) la grande rosace est ornée d'un vitrail représentant Sainte Cécile, patronne des musiciens.
La façade est à quatre niveaux d'élévation. Le portail principal est bordé de deux portails latéraux garnis de tympans sculptés, l'ensemble comprenant également gâbles et pinacles, dans la plus pure tradition gothique. Une arcature sépare ce premier niveau de la grande rose et des baies géminées situées de part et d'autre de celle-ci, et qui s'inspirent de l'architecture rayonnante. La façade est bordée de deux puissants clochers qui se prolongent par deux flèches octogonales à crochets, cantonnées de pinacles, et qui s'élèvent à près de 64 mètres dans le ciel de Denver.

### Article lié
- Liste des cathédrales des États-Unis